# Podhorie
Podhorie es un municipio del distrito de Banská Štiavnica en la región de Banská Bystrica, Eslovaquia, con una población estimada a final del año 2024 de 334 habitantes.
Se encuentra ubicado al oeste de la región, cerca del río Hron —un afluente izquierdo del Danubio— y de la frontera con la región de Nitra.

## Demografía
| Año        | 1994 | 2004    | 2014     | 2024    |
| ---------- | ---- | ------- | -------- | ------- |
| Población  | 405  | 381     | 339      | 334     |
| Diferencia |      | −5,92 % | −11,02 % | −1,47 % |

| Año        | 2023 | 2024 |
| ---------- | ---- | ---- |
| Población  | 334  | 334  |
| Diferencia |      | +0 % |